# КТ-26
КТ-26 (колісний танк-26) — радянський легкий колісно-гусеничний танк супроводу.

## Історія проєктування
У наприкінці 1931 року заступник начальника УММ РСЧА Лєбедєв, який стежив за випробуваннями танка Т-26, виступив з ініціативою про перевстановлення танка на колісно-гусеничний рушій. Робота над новим танком, який отримав позначення КТ-26 почалася через рік.
Перша спроба протестувати танк не увінчалася успіхом: машина виявилася занадто складна, і Техрада УММ відмовилася її приймати. Восени слухачі академії ВАММ виправили проєкт танка та повністю переробили ходову частину. До травня 1933 новий танк був готовий.

## Конструкція
Робота велася під керівництвом молодих фахівців М. Данченко і В. Степаницького: вони створили просту ходову частину з трьома опорними котками на борт (діаметр 780 мм) з зовнішньою гумовою обшиновкою, два з яких (задні) були з'єднані в загальний візок з пластинчастими ресорами, а передні були керованими та служили для повороту танка. Ведучі та напрямні колеса були запозичені від Т-26. Була спроєктована нова 5-швидкісна коробка передач.
Для здійснення нормального ходу поворотних котків при русі на ходу корпус був зжатий в носовій частині на 300 мм. Крім введення КПП нового типу, трансмісія отримала простий диференціал з додатковим редуктором, бортовий редуктор приводу від диференціала до гітар, дві гітари та новий механізм швидкого переходу з гусеничного ходу на колісний. Озброєння, башта, двигун та загальна компоновка без змін переходили від Т-26.

## Доля
За попередніми оцінками, маса становила близько 10 т, що викликало у Техраді УММ великі побоювання щодо досягнення проєктної швидкості, яка не перевищила б 40 км/год. Крім усього іншого, були виявлені численні помилки в розрахунками міцності КПП і трансмісії колісного ходу. У підсумку танк не взяли на озброєння та серійно не випускали.